# Musli

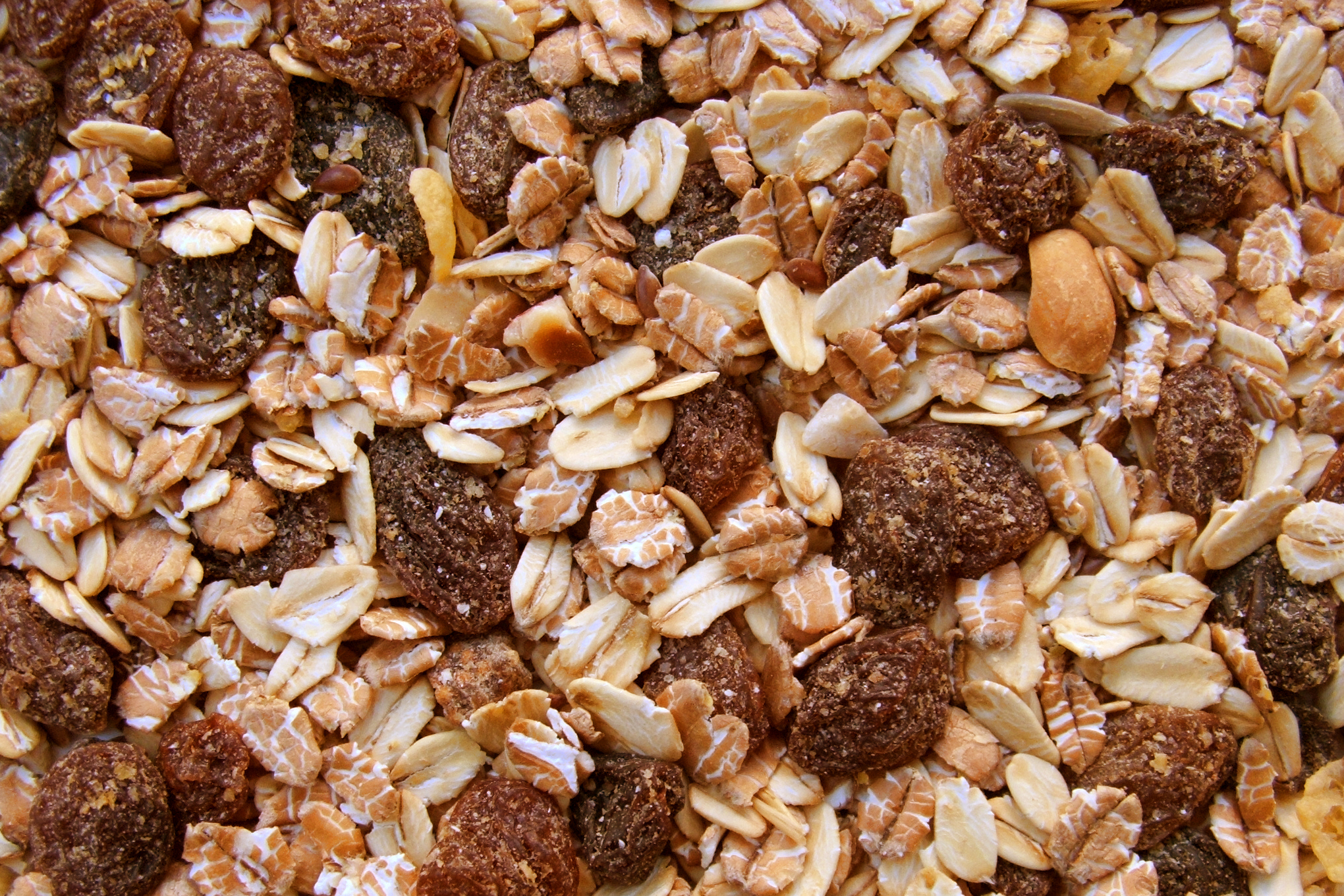
Musli w zbliżeniu

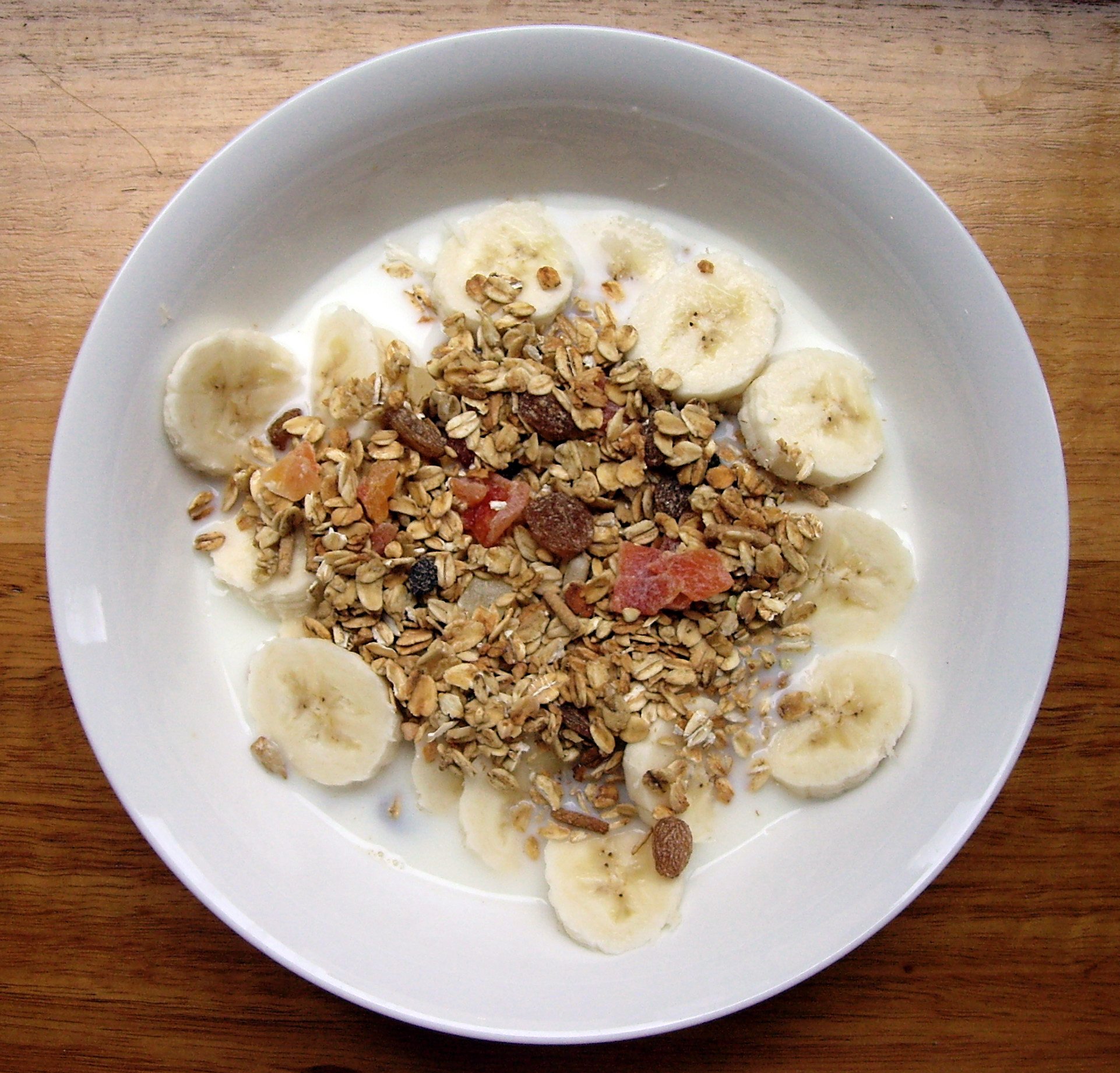
Miseczka musli z mlekiem i plasterkami banana

Musli, müsli, muesli – mieszanka płatków zbożowych, bakalii, orzechów i suszonych owoców; jest spożywana przede wszystkim z mlekiem lub jogurtem, najczęściej na śniadanie.
Wymyślił je prawdopodobnie około roku 1906 szwajcarski lekarz Maximilian Bircher-Benner dla pacjentów swojego szpitala. Klasyczne szwajcarskie birchermüesli składa się z płatków owsianych, orzechów i świeżych owoców, wszystkie te składniki są zmiksowane z jogurtem do konsystencji musu.